# The Pink Panther Theme
The Pink Panther Theme ist der Titelsong der Pink-Panther-Reihe. Das musikalische Thema des Films ist ein Instrumentalstück und wurde von Henry Mancini komponiert. 1964 war die Musik des Films Der rosarote Panther für den Oscar für die beste Filmmusik nominiert. Die Cartoonfigur Pink Panther, erfunden von David DePatie und Friz Freleng für die Eröffnungssequenzen des Films, wurde auf die Musik des Stückes passgenau animiert. Das Tenorsaxophonsolo wurde von Plas Johnson eingespielt.

## Weitere Versionen
Der Song wurde von vielen anderen Musikern interpretiert. John McLaughlin und Al Di Meola zitierten das Stück in einer Improvisation, die auf dem Live-Album Friday Night in San Francisco (1981) zu hören ist.
Die japanische Punkrockband Hi-Standard nahm eine Punkversion auf, die als Hidden Track auf ihrem ersten Album (1997) erschien. Der Guns-N’-Roses-Gitarrist Ron „Bumblefoot“ Thal nutzte das Stück für sein Solo während der Chinese Democracy-Tour 2009/10.